# Leptoconops grandis
Leptoconops grandis är en tvåvingeart som beskrevs av Carter 1921. Leptoconops grandis ingår i släktet Leptoconops och familjen svidknott. Inga underarter finns listade i Catalogue of Life.